# Reims habitat
Reims Habitat est l'office public de l'habitat (OPH) de la ville de Reims et est le plus grand bailleur social de la Marne.
Juridiquement, Reims Habitat est le successeur de l'office public d'habitations à bon marché de la ville de Reims
. L'Office a pris le nom « Reims Habitat » en août 1993.
Il gère environ 12 370 logements majoritairement à Reims et le reste sur le territoire de la Champagne-Ardenne. 
Le siège de Reims habitat est situé 71 avenue d'Épernay à  Reims (51100).

## Contexte
En 2017, La ville de Reims, comptent 39,1 % de logements HLM (environ 36 000) selon l’INSEE.
Trois bailleurs sociaux gèrent la majorité de ce parc HLM : Foyer Rémois, Plurial Novilia et Reims Habitat.

## Histoire
Le 3 février 1921, création de l'office public d'habitations à bon marché de la ville de Reims.
L'office public d'habitations à bon marché de la ville de Reims  entreprend, à la fin des années 1920, la construction d’une Cité-jardin de 600 logements dans le quartier Maison-Blanche. L'architecture basco-landaise, de l’architecte Edmond Herbé, est caractéristique des pavillons les plus anciens de la cité Maison-Blanche, organisée autour de la place du Souvenir. La moitié seulement du plan initial fut réalisé en 1938.
En 1950, une loi transforme les HBM (habitations à bon marché) en HLM (habitations à loyer modéré).
Un décret du 9 août 1953 généralise la participation des entreprises à l'effort de construction. Cette loi dite du 1%, permettra le développement du logement social. 
En 1962, construction 400 logements par l'office public HLM dans le nouveau quartier Orgeval de Reims.
Entre 1962 et 1970, l'office public HLM construit 1 929 logements dans le secteur Université-Eisenhower de Croix rouge. 
En 1965, l’OPHLM commandite 3 barres-tours de 12 étages dites "Walbaum", rue Paul Vaillant Couturier dans le quartier Trois Fontaines de Reims qui seront réalisées par Philippon et Vuarnet, architectes. 
Le 30 septembre 1993, l’office public des HLM change de nom et devient l’OPAC (Office Public d’Aménagement et de Construction) de Reims.
En 1995, Le Foyer Rémois et Reims Habitat créent le GIE Bati marne.
Le 19 novembre 2006, l’OPAC de Reims devient Reims habitat.
En 2007, Le Foyer Rémois et Reims Habitat créent la société Immocoop, coopérative, dont la mission est de favoriser l’accession à la propriété à faibles revenus grâce à la sécurisation HLM. 
En 2012, Reims Habitat avec le Foyer Rémois et Plurial Novilia ont mis en place le GIE tranquillité des quartiers.

La loi ÉLAN, portant évolution du logement, de l'aménagement et du numérique, du 23 novembre 2018 réforme le secteur HLM.
Depuis le 1er janvier 2018, Reims Habitat est membre du réseau CANOPÉE. L’objectif de ce réseau est de mutualiser des moyens et des compétences de ses membres pour faire des économies. En effet, la loi de finance 2018, impose, pour contrebalancer la baisse des APL, aux bailleurs sociaux d’appliquer en 2018 une «Réduction de loyer de solidarité» (RLS) sur les quittances de leurs locataires dont les revenus sont inférieurs à certains plafonds générant ainsi une baisse de recettes qu'ils doivent compenser.
En 2019, Reims habitat crée Reallia, une structure entièrement destinée au logement intermédiaire.
Reims Habitat a bénéficié d'une enveloppe de 32,6 millions d'euros de la Banque européenne d'investissement (BEI) pour financer le développement de ces logements locatifs intermédiaires (LLI).

## Organisation / fonctionnement
Reims habitat  est doté :
- d’un Conseil d'Administration (CA) composé de vingt-deux administrateurs dont quatre représentants élus par les locataires. Le CA a pour mission d’arrêter la politique générale de l'organisme, de voter le budget et veiller à sa bonne exécution, de lancer les opérations de construction et de rénovation et de déterminer le niveau des loyers en conformité avec la législation en vigueur.
- d’un bureau : organe opérationnel du CA.
- De différentes commissions : commission d’attribution des logements, commission d’appel d’offres et jury de concours, conseil de concertation locative[11].

Au 1er janvier 2018, Reims habitat emploie 173 agents répartis dans cinq directions rattachées au directeur général. Quatre agences et un point d'accueil sont répartis dans les quartiers.
Reims habitat s’est engagé dans la démarche RSE et publie un rapport annuel.

### Les filiales

#### GIE Bati marne
Le GIE Bati marne a été créé en 1995. Il est spécialisé dans le secteur d'activité de l'ingénierie, études techniques. Sa mission principale est d’assister l’OPH Reims habitat, les SA d’HLM Foyer Rémois et VITRY HABITAT ainsi que la SCIC IMMOCOOP dans le domaine de la gestion de l’amiante

#### GIE Foncière Développement
Ce GIE, créé en 2006, par  Reims habitat et la SA d’HLM Foyer Rémois a pour missions l’accompagnement et l’assistance de ses membres dans le cadre des opérations d’aménagement des quartiers en restructuration urbain.

#### GIE Tranquillité des quartiers
Le GIE tranquillité des quartiers a été mis en place par les trois bailleurs rémois en 2012. Il a pour missions principales de garantir la tranquillité et la sécurité des locataires du parc de logements.

## Historique des logo

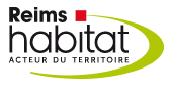
Logo_Reims_Habitat.
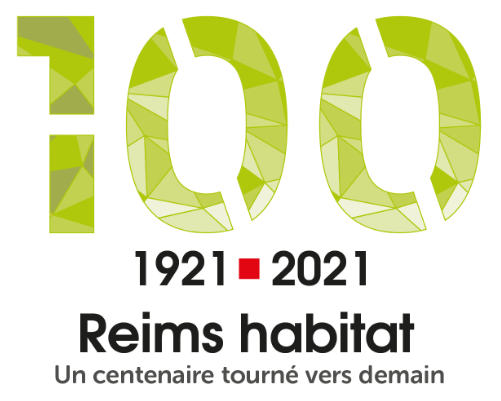
Logo du centenaire 1921-2021.